# The House of 72 Tenants
Pour plus de détails, voir Fiche technique et Distribution.
The House of 72 Tenants (chinois simplifié : 七十二家房客 ; cantonais Jyutping : Chat sup yee ga fong hak) est un film réalisé par Chu Yuan, sorti en 1973.
Il s'agit d'un film choral réunissant des stars des studios Shaw Brothers et de la chaîne TVB (appartenant au même groupe), la plupart n'apparaissant que quelques secondes à l'écran.
Son énorme succès marque le début de la renaissance du cinéma en cantonais, qui avait disparu au début des années 1970.

## Synopsis
Les 72 locataires (représentant tous les petits métiers de la population hongkongaise) d'une maison de Hong Kong, assez pauvres mais heureux, et ne manquant jamais de ressort, affrontent leur couple de propriétaires, un homme et une femme retors et méchants, acoquinés à un policier véreux, l'agent 369.

## Fiche technique
- Titre : The House of 72 Tenants
- Titre original : Chat sup yee ga fong hak
- Réalisation : Chu Yuan
- Scénario : Chu Yuan
- Format : Couleurs - 2,35:1 - Mono - 35 mm
- Genre : Comédie
- Durée : 98 minutes
- Date de sortie : 1973

## Distribution
- Yueh Hua : Fat Chai, un cordonnier
- Hu Chin : Pat Koo, la propriétaire
- Ching Li : Ah Heung, la fille adoptive et souffre-douleur de Pat Koo
- Lau Yat-fan : l'agent 369
- Lydia Shum : Shanghai Po
- Ching Miao : docteur Kim, un réfugié du Nord
- Betty Pei Ti : tenancière de la maison close
- Ku Feng : tenancier de la maison close
- Danny Lee (acteur) : un voleur (cameo)
- Chu Yuan : un voleur (cameo)
- Chen Kuan-tai : un policier (cameo)
- Lily Ho : cameo
- Shih Szu : cameo
- Adam Cheng : un pompier
- Yeh Ling-chih : madame Han
- Liu Hui-ling : une prostituée